# Planet ANM
Planet ANM, właściwie Radosław Płaneta (ur. 24 grudnia 1986 w Kamieniu Pomorskim) – polski raper i producent muzyczny. Od 2003 roku członek zespołu Anomalia (ANM). Wraz z grupą nagrał dwa nielegale, wydany w 2007 roku materiał Widzę więcej oraz Skoki napięcia z 2009 roku. W 2010 roku ukazał się debiutancki solowy nielegal rapera zatytułowany Konstelacja. Na płycie znalazły się piosenki, które wyprodukowali Uraz, Kudel, Mazi, De’Fusss oraz sam Planet ANM. Gościnne zwrotki dograli Bonson, Borzym, PWR oraz Cichy. 9 października 2011 roku ukazał się drugi solowy nielegal muzyka pt. Sygnał. Gościnnie na płycie wystąpili m.in. Tony Jazzu, Tymi Tyms i Hyziu. Z kolei produkcji nagrań podjął się sam raper oraz Kudel, Uraz, TDS oraz Daemo.
6 września 2013 roku został wydany trzeci album rapera pt. Pas Oriona nagrany we współpracy z producentem muzycznym Eljot Sounds. Następnie muzyk rozpoczął pracę nad albumem wspólnie z raperem Bonsonem. Efektem współpracy był wydany 17 listopada, także 2013 roku singel pt. „Mówią, że mam problem”. Z kolei album zatytułowany Kieliszki & Żyletki, którego premiera miała odbyć się w 2014 roku, ostatecznie nie został wydany w wyniku nieporozumień pomiędzy muzykami. Czwarty album Planet ANM zatytułowany Universum ukazał się 5 grudnia 2014 roku. Płyta powstała ponownie we współpracy z producentem Eljot Sounds.

## Dyskografia
Albumy
| Tytuł                                                   | Dane dot. albumu                                       | Pozycja na liście |
| Tytuł                                                   | Dane dot. albumu                                       | POL               |
| ------------------------------------------------------- | ------------------------------------------------------ | ----------------- |
| Konstelacja                                             | - Data: 2010 - Wydawca: brak (nielegal)                | –                 |
| Sygnał                                                  | - Data: 9 października 2011 - Wydawca: brak (nielegal) | –                 |
| Pas Oriona (oraz Eljot Sounds)                          | - Data: 6 września 2013 - Wydawca: Aptaun Records      | –                 |
| Universum (oraz Eljot Sounds)                           | - Data: 5 grudnia 2014 - Wydawca: Aptaun Records       | 15                |
| Flashback                                               | - Data: 8 września 2017 - Wydawca: Aptaun Records      | 5                 |
| „–” oznacza, że album nie był notowany na danej liście. |                                                        |                   |

Inne
| Album                                        | Rok  | Utwór                                                                  | Źródło |
| -------------------------------------------- | ---- | ---------------------------------------------------------------------- | ------ |
| TMK Aka Piekielny, R-Ice – Kilka kartek      | 2012 | „Kołysz się ze mną” (gościnnie: Raca, Planet ANM, Drobny)              | [ 11 ] |
| Bogu Bogdan – Wdech i wydech                 | 2012 | „Wyjście awaryjne” (gościnnie: Planet ANM, Hyziu)                      | [ 12 ] |
| Plejer, Rzepa – 32 litery                    | 2013 | „Brudne kłamstwa” (gościnnie: Planet ANM)                              | [ 13 ] |
| Efen – Nowe zmienne                          | 2013 | „Z mocą pióra” (gościnnie: Planet ANM, Emen)                           | [ 14 ] |
| Swag jak skurwysyn: nowa szkoła (kompilacja) | 2014 | Planet ANM – „Lot nad kukułczym gniazdem”                              | [ 15 ] |
| Bonson, Matek – O nas się nie martw          | 2014 | „Gasną lampy w moim pokoju” (gościnnie: Planet ANM, TMK aka Piekielny) | [ 16 ] |
| Filipek – Wilki powstają                     | 2016 | „Wilki powstają” (gościnnie: Planet ANM)                               | [ 17 ] |

## Teledyski
| Tytuł                                                         | Rok  | Reżyseria                  | Album      | Źródło |
| ------------------------------------------------------------- | ---- | -------------------------- | ---------- | ------ |
| „Tańcząc w ciemnościach” (oraz Eljot Sounds)                  | 2013 | Sebastian Juszczyk         | Pas Oriona | [ 18 ] |
| „Nie odchodzę” (oraz Eljot Sounds; gościnnie: Bonson, Ekonom) | 2013 | a1videos                   | Pas Oriona | [ 19 ] |
| „Panie” (oraz Eljot Sounds)                                   | 2013 | a1videos                   | Pas Oriona | [ 20 ] |
| „Chiroptera” (oraz Eljot Sounds)                              | 2013 | Norbert Kaufeld            | Pas Oriona | [ 21 ] |
| „Mówią, że mam problem” (oraz Bonson)                         | 2013 | SoGood2SeeUs               | –          | [ 22 ] |
| „Pęd powietrza” (oraz Eljot Sounds; gościnnie: Rover)         | 2014 | GRZ Videos                 | Universum  | [ 23 ] |
| „Esperanto” (oraz Eljot Sounds)                               | 2014 | Bubble Gum Media Group     | Universum  | [ 24 ] |
| „Mroczny rycerz” (oraz Eljot Sounds)                          | 2014 | Damian „Chouette” Basiński | Universum  | [ 25 ] |